# Вальдгуфен
Вальдгуфен (нім. Waldhufen) — громада у Німеччині, у землі Саксонія. підпорядковується адміністративному округу Дрезден. Входить до складу району Герліц. Складова частына об]эднання громад Діза.
Площа — 58,64 км2. Населення становить 2405 ос. (станом на 31 грудня 2020).
Офіційний код — 14 6 26 580.

## Галерея

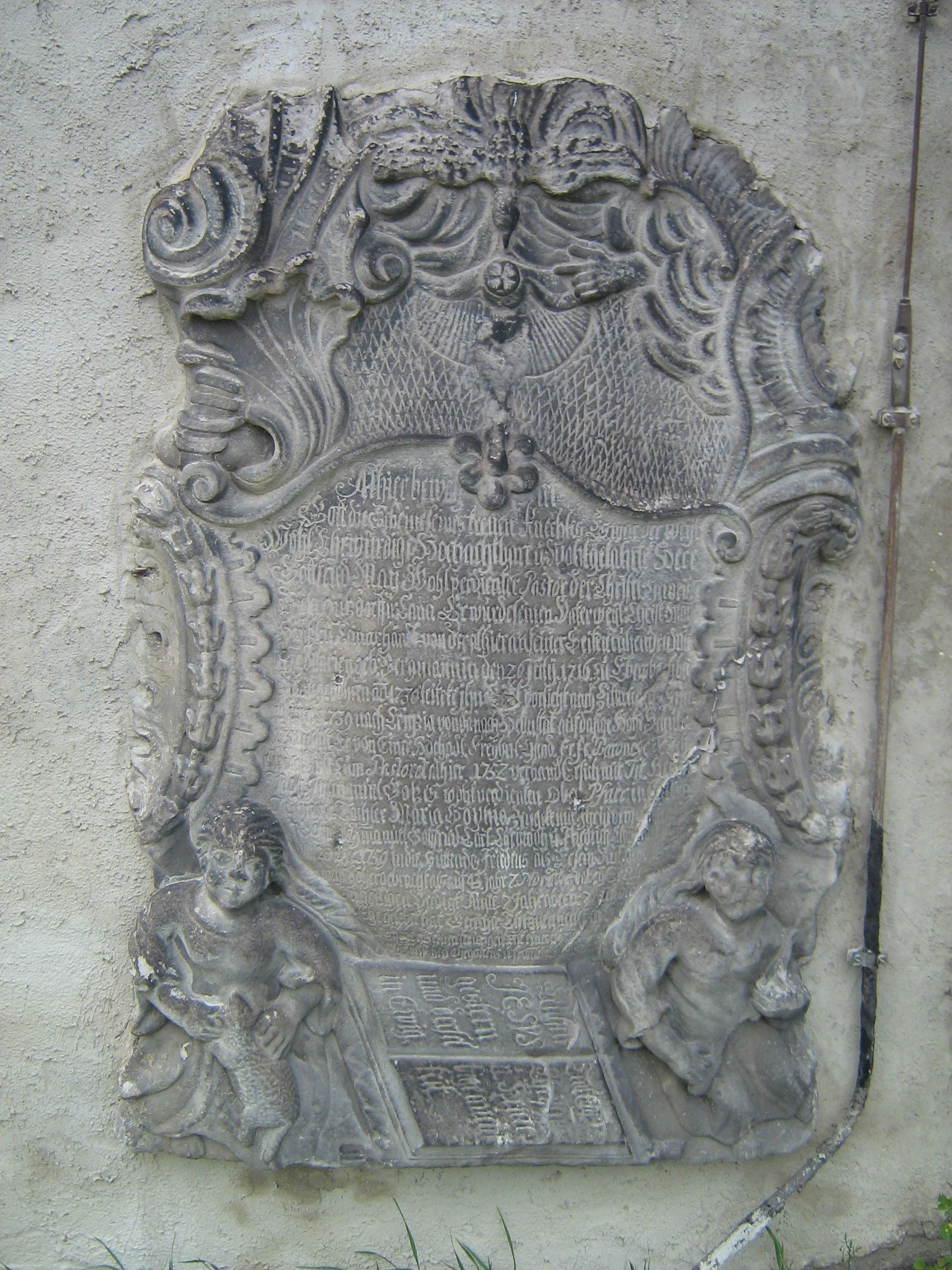
Могильний камінь біля церкви Діза
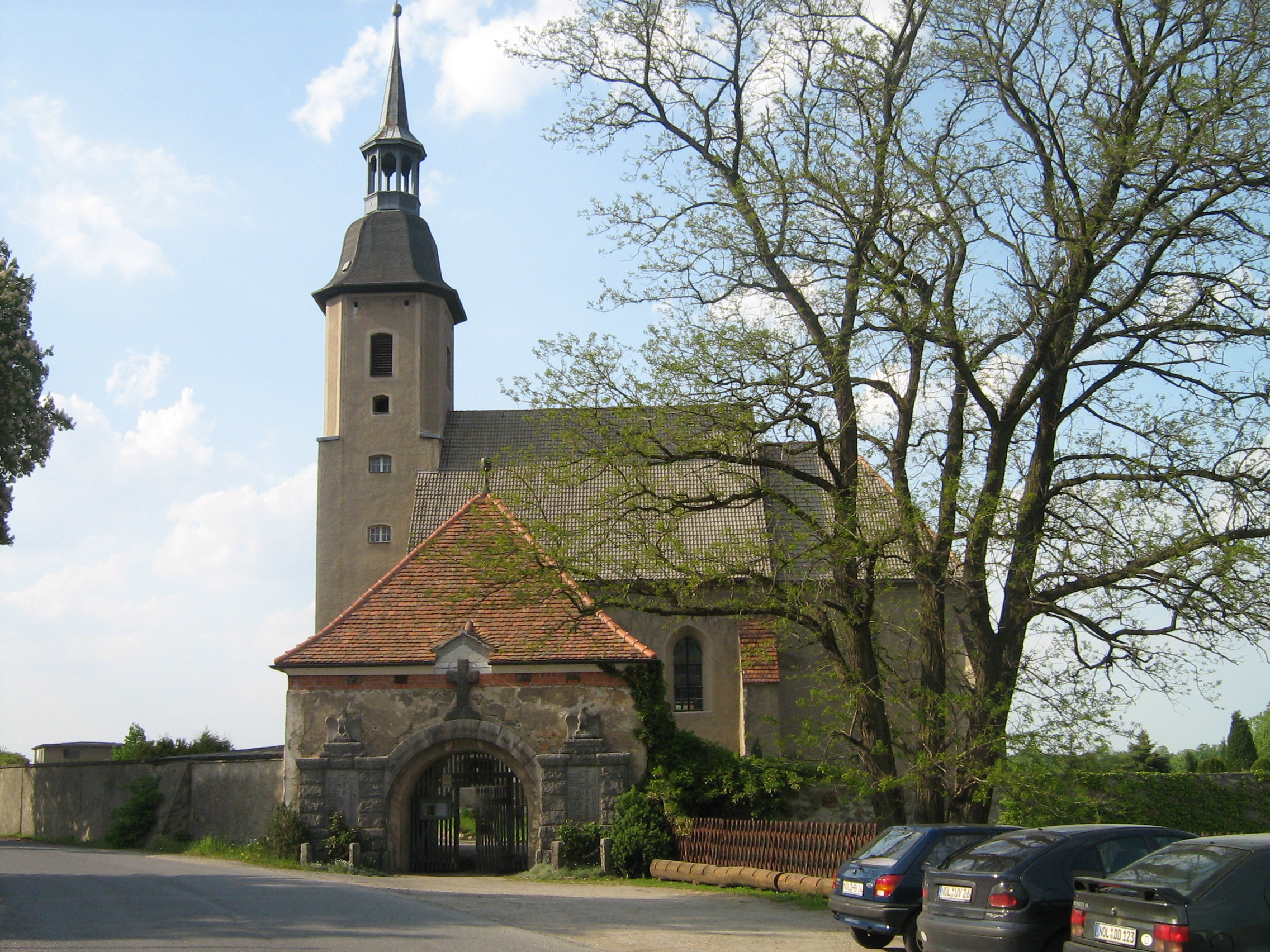
Церква
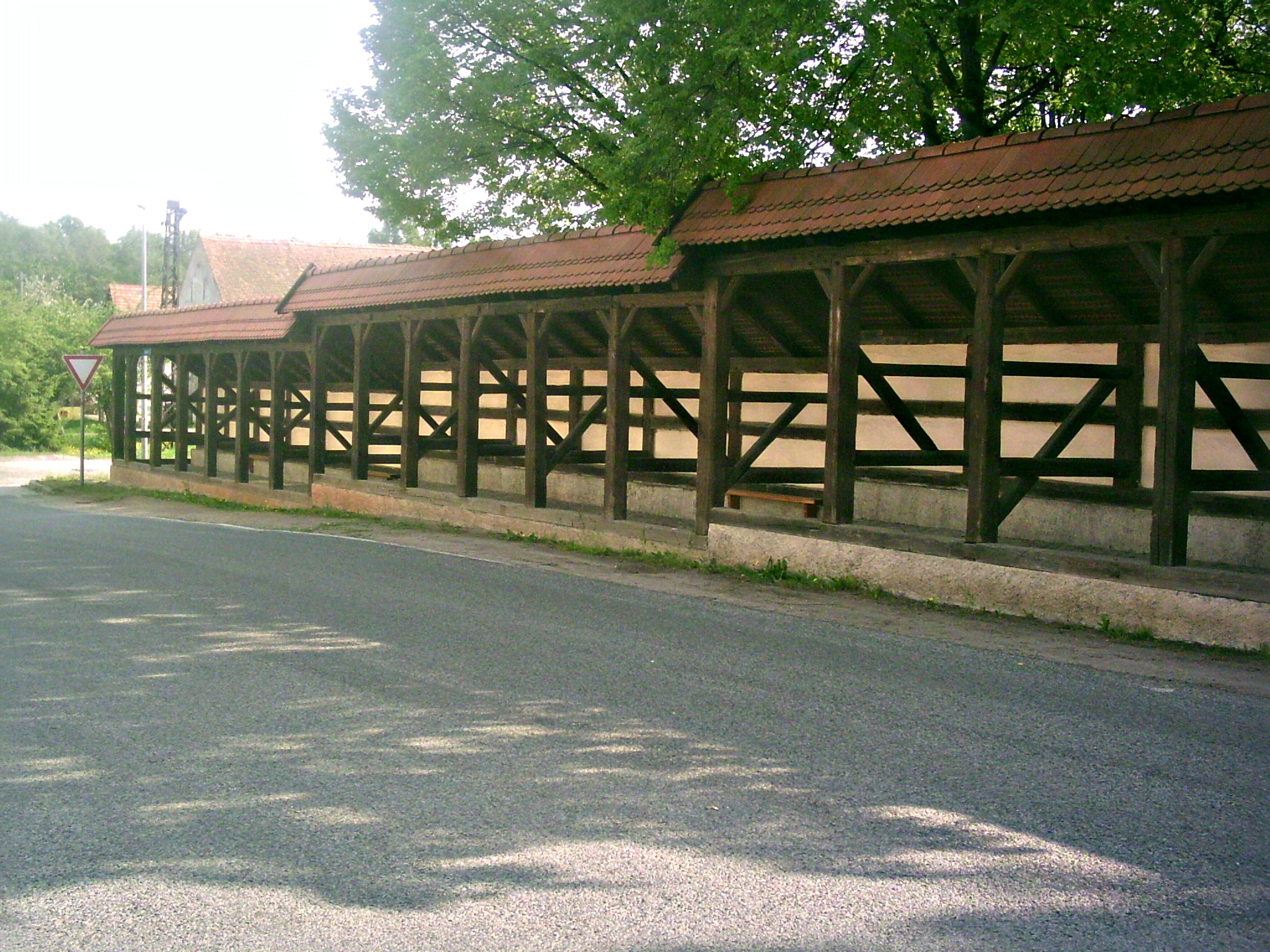
Торговий павільйон
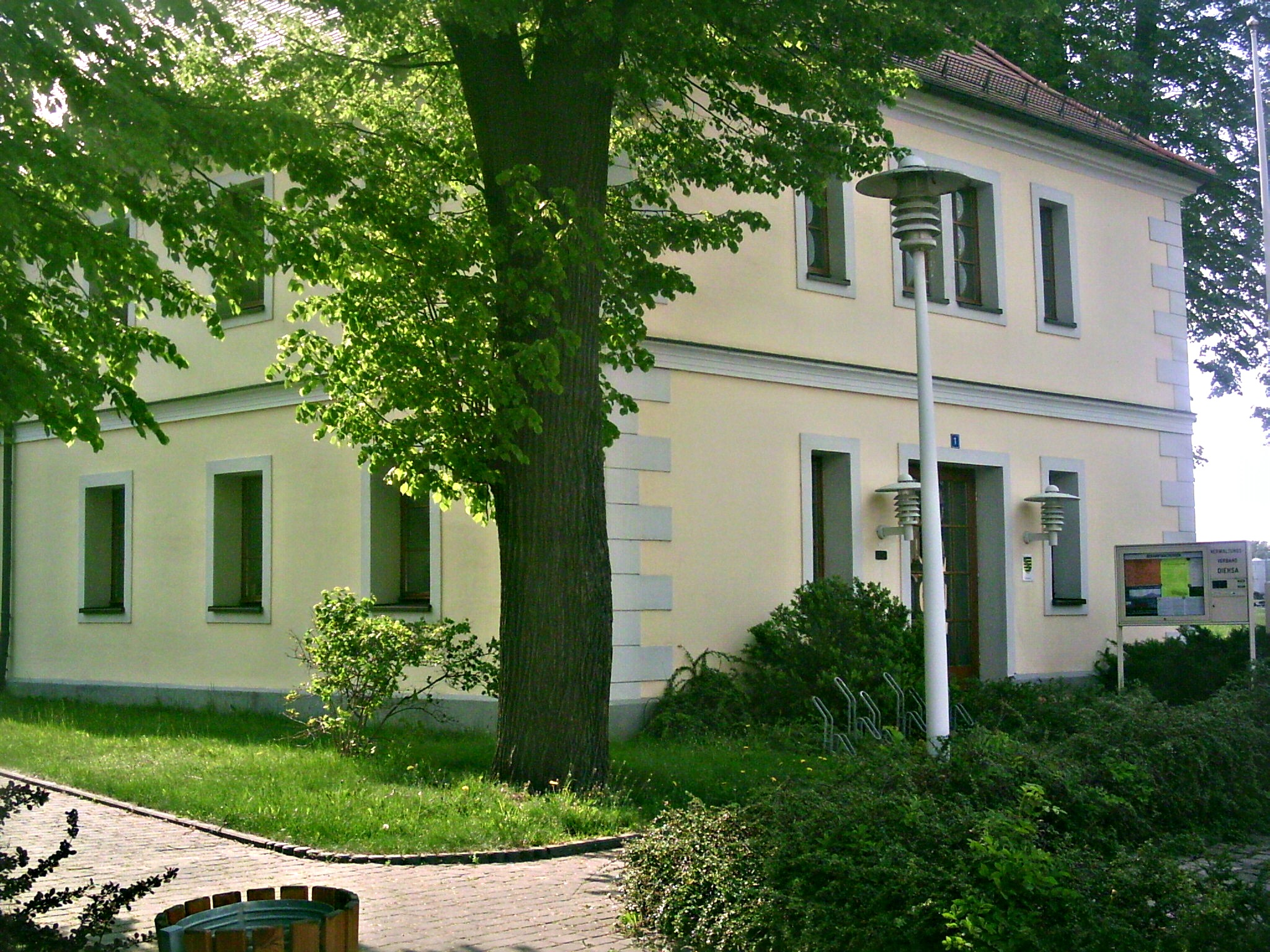
Гевандхаус
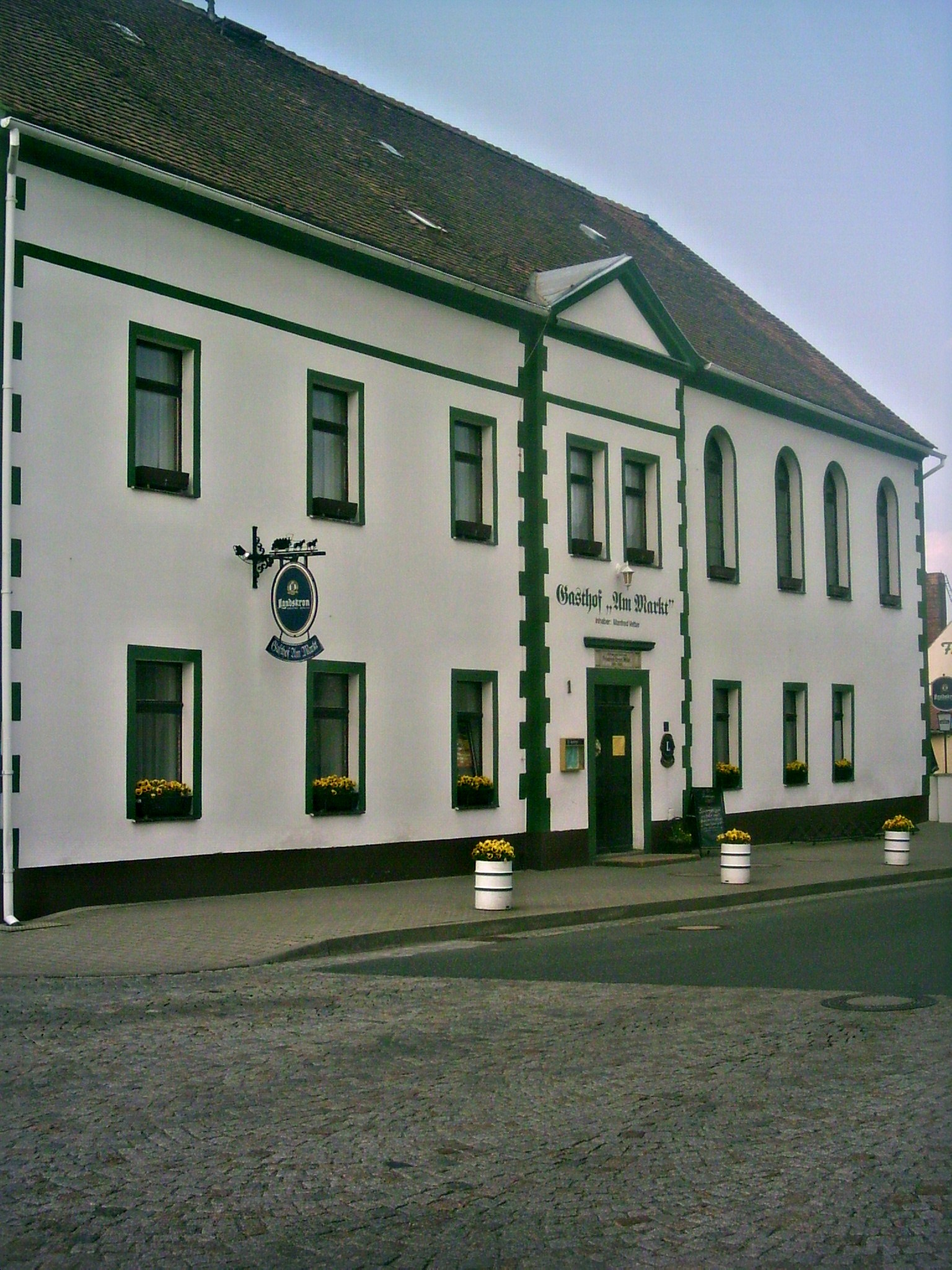
Гостьовий двір на ринку